# Maximin Isnard
Pour les articles homonymes, voir Isnard.
Honoré Maximin Isnard dit Maximin Isnard, né le 24 février 1758 à Grasse, mort le 12 mars 1825 dans la même ville, est un négociant, armateur et homme politique de la Révolution française, du Premier Empire et de la Restauration.
Il est élu député en 1791 à l'Assemblée nationale législative. Réélu le 8 septembre 1792 à la Convention nationale il rejoint le groupe des Girondins dont il est l'un des meneurs. En janvier 1793 il vote la mort du Roi Louis XVI[réf. nécessaire].
Après les journées du 31 mai et du 2 juin 1793 auxquelles il est formellement opposé, il est président de la Convention et menace « de faire raser Paris si les insurrections se renouvellent ». Le 2 juin, mis en état d'arrestation par la commune de Paris, comme chef des Fédérés, il s'enfuit et entre dans la clandestinité, il échappe à la répression montagnarde et vit caché jusqu'en avril 1794. Il s'éloigne du parti girondin et devient membre du comité de défense générale;  À la chute de Robespierre, le 9 thermidor, il est réintégré à son poste de député et réélu au Conseil des Cinq-Cents qu'il quitte en l'an VI (1797).
Il retourne alors à Grasse, reprend ses activités de négociant et est fait baron d'Empire en 1813.
Ses professions de foi religieuse et monarchiste ne lui permette pas d'éviter la mise à sac de sa maison après l'émeute royaliste de Grasse en 1815 mais le font échapper à la loi du 12 janvier 1816 sur les Régicides.

## Biographie

### Famille
Isnard est issu d'une lignée de négociant grassois. Il est le fils cadet de Maximin Isnard (1731-1799) époux d'Anne Thérèse Fanton et le petit-fils de Jacques Isnard, marchand curateur seigneur de Deux-Frères et d'Esclapon époux de Claire Courmes issue d'une anciennes familles de la bourgeoisie de Grasse,.
Sa fille Françoise (1722-1805), épouse Antoine Court, ils ont plusieurs enfants : Honoré, Michel et Joseph Court d'Esclapon et de Fontmichel. Sa nièce, Marie-Marguerite Justine Isnard, épouse en 1801 Claude-Marie Courmes (1770-1865).

### Mariage et descendance
Lui-même épouse en 1778 Madeleine Clérion.
Ils ont un fils, Jean-Jacques (1784-1845), baron Isnard, receveur particulier des finances, qui épouse en 1813 Eugénie-Gabrielle Luce, fille du banquier Honoré-François Luce.
Leur petit-fils Joseph-Honoré (1817-1898) est confirmé dans le titre de baron Isnard par lettres patentes du 7 septembre 1864.

### Carrière sous l'Ancien Régime
Maximin Isnard est issue de la bourgeoisie marchande. Il est marchand-parfumeur puis fonde à Grasse une manufacture de soie et de savon.

### Période de la Révolution

#### Mandat à la Législative
Les États généraux de mai 1789 convoqués par Louis XVI se constituent en Assemblée nationale constituante le 17 juin. Les privilèges et les lois féodales sont abolis la nuit du 4 août et la Déclaration des droits de l'Homme et du Citoyen est proclamée le 26 août. Louis XVI signe la Déclaration et rentre à Pais à l'issue des journées des 5 et 6 octobre.
La France devient une monarchie constitutionnelle en application de la constitution du 3 septembre 1791. Le même mois, Maximin Isnard est élu député du département du Var, le quatrième sur huit, à l'Assemblée nationale législative. Parallèlement à son mandat, Isnard adhère au club des Jacobins. Il en devient secrétaire en octobre 1791 puis président en décembre de la même année. 
Isnard siège sur les bancs de la gauche de l'Assemblée. En novembre 1791, il réclame l'expulsion hors de France des prêtres réfractaires. En février 1792, il vote en faveur de la mise en accusation de Bertrand de Molleville, le ministre de la Marine. En mars, il demande la mise en accusation de Claude de Valdec de Lessart, le ministre des Affaires étrangères. En août, il vote en faveur de la mise en accusation du marquis de La Fayette. 
La monarchie prend fin à l'issue de la journée du 10 août 1792 : les bataillons de fédérés bretons et marseillais et les insurgés des faubourgs de Paris prennent le palais des Tuileries. Louis XVI est suspendu et incarcéré, avec sa famille, à la tour du Temple. Le même jour, Isnard appuie la nomination d’Étienne Clavière, de Jean-Marie Roland et de Joseph Servan au Conseil exécutif provisoire. 

#### Mandat à la Convention
En septembre 1792, Maximin Isnard est réélu député du Var, le quatrième sur huit, à la Convention nationale. Il siège sur les bancs de la Gironde et occupe des fonctions dirigeantes au sein de la Convention girondine. 
Le 23 septembre, il est envoyé en mission aux côtés de François Aubry (député du Gard) et d'Antoine d'Espinassy (député du Var) à Perpignan. 

Lors du procès de Louis XVI, il vote la mort, et rejette l'appel au peuple et le sursis à l'exécution de la peine. Le 13 avril 1793, il vote contre la mise en accusation de Jean-Paul Marat : 
Je déclare avec franchise que j'étais prêt à décréter Marat d'accusation, parce qu'en mon âme et conscience je déclare qu'il le mérite ; mais l'acharnement que l'on a mis à porter ce décret avant toute discussion préalable, et la crainte d'être moi-même la dupe d'une intrigue, m'engagent à ne point voter le décret d'accusation quant à présent. 
Le 9 mai, Marat dénonce Isnard dans son journal comme « membre de la faction des hommes d'État ». 
Fin mars, Isnard est élu membre du Comité de Défense Générale. Début avril 1793, pour répondre à la défaite de Neerwinden et à la trahison de Dumouriez, ainsi que Barère, Danton, Mathieu et Thuriot, il est chargé de rédiger un projet de création de Comité de Salut public, et prononce le rapport lui-même, mais n'est cependant pas élu au Comité.
Le 16 mai 1793, Isnard accède à la présidence de la Convention, battant le candidat montagnard, Thuriot. Sa présidence est particulièrement agitée : lors de la séance du 25, il répond à la députation de la Commune venue protester contre l'arrestation d'Hébert ordonnée par la Commission des Douze que « si jamais la Convention était avilie, si jamais, par une de ces insurrections qui depuis le 10 mars se renouvellent sans cesse, [...] Paris serait anéanti » et que « bientôt on chercherait sur les rives de la Seine si Paris a existé » ; lors de la séance du 27, il provoque la colère de la députation de la section de la Cité venue réclamer la libération de son président et la suppression de la Commission des Douze, et doit, sous la pression de la Montagne et des tribunes, céder la présidence à Boyer-Fonfrède. Il vote en faveur du rétablissement de la Commission cassée le même jour. À l'issue des journées du 31 mai et du 2 juin, les sectionnaires demandent l'arrestation d'Isnard qui décide de se suspendre lui-même de ses fonctions. Il n'est pas décrété d'arrestation mais tenu de ne pas quitter la capitale. Il est décrété d'accusation devant le tribunal révolutionnaire le 3 octobre 1793 au terme du rapport d'Amar au nom du Comité de Sûreté générale, mais se soustrait au décret et se cache avec d'Espinassy lui aussi recherché.
Les poursuites contre les députés mis hors de la loi sont levées le frimaire an II (décembre 1794) et ils sont réintégrés à leur poste en ventôse an III (mars 1795). De retour à la Convention, Isnard adhère à la politique thermidorienne et dénonce les anciens membres du Comité de Salut public. Il attaque Robert Lindet qui défend le 31 mai et le 2 juin. Isnard est envoyé en mission dans les départements des Basses-Alpes et des Bouches-du-Rhône entre floréal an III (mai 1795) et vendémiaire an IV (octobre 1795). Durant sa mission, il cautionne le massacre des jacobins de Marseille incarcérés au fort Saint-Jean. Il parvient à se défendre des accusations de royalisme portées contre lui.

### Du Directoire à la Restauration (1795-1825)

#### Période du Directoire (1795-1799)
Le 13 octobre 1795, Isnard est réélu député au Conseil des Cinq-Cents par le département du Var. Il y siège avec la droite réactionnaire, proche du royalisme. Peu après cette élection, il est dénoncé comme un des responsables de la Terreur blanche et réplique en attaquant les jacobins.
Il se fait peu remarquer au cours de la législature et quitte son poste en 1797. Il fait ensuite partie de l'administration de son département.
À la suite d'un long cheminement spirituel, qui a commencé en 1793, il retrouve la foi catholique perdue depuis l'enfance.

#### Période napoléonienne (1799-1814)
Il se rallie sans difficulté à Napoléon Bonaparte, qui le fera baron de l'Empire en 1813.
En 1802, il publie un traité, De l'immortalité de l'âme, dans lequel il expose avec lucidité[pas clair] les étapes de son retour au catholicisme.
Le comte de Fortia de Piles raconte que, chaque année, le 21 janvier, Maximin Isnard allait prier sur la place de la Concorde, à l'endroit où Louis XVI avait été exécuté.

#### Période de la Restauration (1814-1825)
Ce remords ostentatoire évite à ce régicide d'être proscrit à la Restauration.
En 1814, après l'abdication de l'empereur, il se rallie à Louis XVIII. Lors des Cent-Jours, il soutient l'empereur. Il n'est cependant pas inquiété lorsque les Bourbons reviennent après Waterloo, mais ne joue plus aucun rôle politique.

### Mort et funérailles
Il meurt dans l'anonymat[pas clair] à Grasse en 1825.

## Jugements sur Isnard
L'historien Marcel Dorigny écrit : « Au sein de la Gironde, Isnard avait incarné la tendance issue de milieux modestes, enrichie par une activité directement liée à la vie économique et désireuse de consacrer la légitimité de cette ascension sociale par une législation libérale et conservatrice de l'ordre social nouveau ».

## Décorations
- Chevalier de la Légion d'honneur en date du 2 octobre 1813

## Armes
|  | Honoré Maximin Isnard Coupé : au 1, parti de sinople, à la plume, posée en bande, et l'épée la pointe basse posée en barre, mises en sautoir, le tout d'argent et surmonté d'un comble d'azur, à sept étoiles d'argent posées en cercle, et du quartier des Barons Membres de collège électoral ; au 2, d'argent, à la rivière en champagne d'azur, sommée d'un pont de trois arches de granit au naturel. | Isnard est fait baron d'Empire en 1813 et Joseph-Honoré (1817-1898) est confirmé dans le titre de baron Isnard par lettres patentes du 7 septembre 1864. |
|  | Isnard, ancien blason. D'azur, au sautoir d'argent, cantonné de quatre molettes d'or. | - François d'Isnard, Sgr de Deux Freres, écuyer. - Cesar Isnard, bourgeois de la ville de Grasse.                                                        |

## Hommages

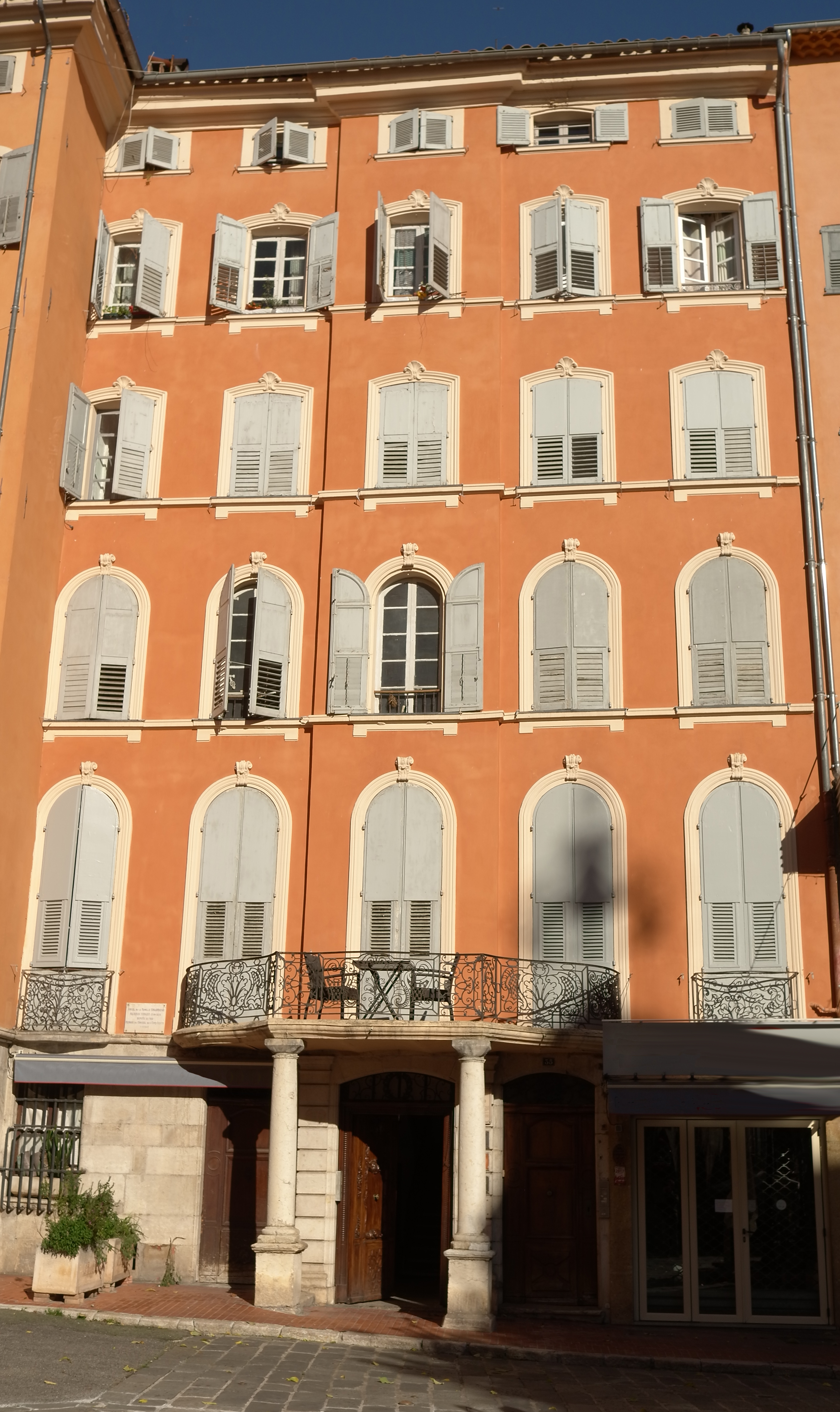
Hôtel Isnard

À Grasse, on trouve une avenue et un escalier Maximin-Isnard.
Il existe à Grasse un hôtel particulier, construit par Maximin Isnard.